# Nasturtium
Nasturtium W.T. Aiton, 1812 è un genere di pianta perenni della famiglia Brassicaceae.

## Tassonomia
- Nasturtium floridanum (Al-Shehbaz & Rollins) Al-Shehbaz & R.A.Price
- Nasturtium gambelii (S.Watson) O.E.Schulz
- Nasturtium microphyllum (Boenn.) Rchb.
- Nasturtium officinale W.T.Aiton
- Nasturtium × sterile (Airy Shaw) Oefelein